# Berryz Kobo
Berryz Kobo (jap. Berryz工房, Berryz Kōbō, auch Berryz Koubou, dt. Berryz-Studio) war eine Girlgroup im Hello! Project. Internationale Bekanntheit erreichte die Gruppe mit dem Lied „Dschingis Khan“, einer Coverversion des gleichnamigen deutschen Liedes. Die erfolgreichste Single der Gruppe ist „Romance wo Katatte/Towa no uta“ mit mehr als 80.000 verkauften Kopien. 2015 hat die Gruppe ihre Aktivitäten eingestellt. Da sich bereits mehrere Mitglieder aus dem Unterhaltungsgeschäft zurückgezogen haben, ist es unwahrscheinlich, dass die Gruppe noch einmal zusammenkommt.

## Geschichte

### Die „Hello! Project Kids“ und Anfangsjahre (2002–2006)
Im Jahr 2002 befand sich das Hello! Project in einer Phase der Umstrukturierung. Mit einem Casting sollte das Projekt deutlich verjüngert werden. Insgesamt gewannen 15 Mädchen die Auswahl und traten als „Hello! Project Kids“ bei. Der Name bezog sich dabei auf das junge Alter der Mädchen. Um in das Unterhaltungsgeschäft eingeführt zu werden, traten die Mädchen als Backgroundtänzerinnen in Musikvideos und bei Konzerten auf. 2004 folgte ihr erstes Lied „Ganbacchae!“ mit Morning Musume und Maki Goto. Nachdem einige „Kids“ in den kurzlebigen Gruppen „ZYX“ und „Aa!“ aktiv waren, erfolgte 2004 die Ankündigung, dass acht von ihnen in einer eigenen Gruppe debütieren würden.
Die neue Gruppe Berryz Kobo wurde am 14. Januar 2004, dem ersten Tag des Hello! Project Winterkonzerts vorgestellt. Im ersten Jahr verkauften sich die Singles der neuen Gruppe sehr spärlich. Aufgrund der Veränderungen im Hello! Project wurde die Zeit ab 2002 unter Fans auch als Hellomageddon (ハローマゲドン; Haromagedon) bezeichnet. Außerdem passte das niedliche Konzept der Gruppe – bei ihrem Debüt waren fast alle Mädchen noch Grundschülerinnen – nicht in das bisherige Konzept des Hello! Projects, welches bis dahin aus vielen älteren Mitgliedern bestand. Zudem konnten die Kinder nicht die Lücke füllen, die der Abgang von Publikumslieblingen hinterließ.
Im August 2004 ging die Gruppe zusammen mit W auf Tournee. Die Mitglieder von Berryz Kobo sangen hierbei nur mit Playback. Mit der Single „Special Generation“ im Jahr 2005 konnte die Gruppe erstmals 20.000 Kopien einer Single verkaufen. Es folgte ihre eigene Konzerttour, bei der nur noch während drei Liedern Playback verwendet wurde.
Im Oktober desselben Jahres erlebte Berryz Kobo seinen ersten und einzigen Formationswechsel: Maiha Ishimura verließ die Gruppe, um sich auf ihre Schulbildung zu konzentrieren. Die erste Single ohne Ishimura, „Gag 100kaibun Aishite Kudasai“, wurde einen Monat später veröffentlicht und lieferte den Titelsong zum Pretty Cure-Film Futari wa Precure Max Heart 2: Yukizora no Tomodachi.

### Erfolgsjahre und Zusammenarbeit mit Inazuma Eleven (2007–2011)
In den folgenden Jahren wuchs neben der Erfahrung der Mädchen auch ihr Erfolg. Schlagzeilen machte die Gruppe, als für den 1. April 2007 ein Konzert in der Saitama Super Arena angekündigt wurde. Zu diesem Zeitpunkt waren die Mitglieder im Schnitt 14 Jahre alt und wurden somit nach Morning Musume die jüngsten Künstlerinnen, die in der Arena sangen. Im Dezember desselben Jahres trat die Gruppe beim Kōhaku Uta Gassen auf.
Mit der Single „Dschinghis Khan“, einer Coverversion des deutschen Beitrags zum Eurovision Song Contest 1979 von der gleichnamigen Gruppe, erlangte sie internationale Bekanntheit. Im Oktober 2008 gewann Berryz Kobo den Asia New Comer Award zusammen mit SHINee.
Im Jahr 2009 begann die Zusammenarbeit mit dem Anime Inazuma Eleven. Berryz Kobo sang mehrere Lieder für den Abspann der Serie, beginnend mit der Single „Seishun Bus Guide / Rival“. Die Single „Shining Power“, welche im November 2010 erschien, war das letzte Lied der Gruppe, das im Anime genutzt wurde. Die Periode der Zusammenarbeit gilt als die erfolgreichste Zeit von Berryz Kobo.
2011 trat die Gruppe zum ersten Mal in den USA bei der Sakura Con 2011 auf.

### Sinkende Bekanntheit und Ende (2012–2015)
Nach dem Ende der Zusammenarbeit mit Inazuma Eleven suchte Berryz Kobo nach einem neuen Fokus. Die Mitglieder waren mittlerweile ältere Teenager und versuchten sich entsprechend an anspruchsvollen, reiferen Liedern. Diese Entwicklung traf nicht den Geschmack der Fans und die Verkaufszahlen sanken. Dazu sank die Qualität der Musikvideos, Kostüme und CD-Cover. Dieses Tief konnte die Gruppe erst 2013 mit der Veröffentlichung der Single „Motto Zutto Issho ni Itakatta / ROCK Erotic“ überwinden. Insbesondere die Single „Cha Cha Sing“, ein Cover des bekannten thailändischen Sängers Thongchai McIntyre, weckte das Interesse der Fans und konnte sich über 30.000 Mal verkaufen.
2014 reiste Berryz Kobo mit °C-ute nach Paris, um an der 15. Japan Expo teilzunehmen. Zum Ende desselben Jahres gab die Gruppe bekannt, sich 2015, zum elften Jahrestag ihrer Gründung, eine Auszeit auf unbestimmte Zeit zu nehmen. Im Februar und März 2015 feierte das Hello! Project das Berryz Kobo Matsuri in Anerkennung für Berryz Kobo.
Die Gruppe stellte nach einem letzten Konzert im Nippon Budōkan am 3. März 2015 alle Aktivitäten ein.

## Mitglieder
| Name                          | Geburtsdatum      | Alter | Mitgliedsfarbe | Mitgliedsfarbe | Weitere Gruppen                                  | Anmerkung   |
| ----------------------------- | ----------------- | ----- | -------------- | -------------- | ------------------------------------------------ | ----------- |
| Saki Shimizu (清水佐紀)       | 22. November 1991 | 33    |                | Gelb           | ZYX, High King, GREEN FIELDS, Cat's♥Eye 7        | Captain     |
| Momoko Tsugunaga (嗣永桃子)   | 6. März 1992      | 33    |                | Pink           | ZYX, Buono!, ZYX-α                               |             |
| Chinami Tokunaga (徳永千奈美) | 22. Mai 1992      | 32    |                | Orange         | ZYX-α, DIY♥, Mellowquad                          |             |
| Maasa Sudo (須藤茉麻)         | 3. Juli 1992      | 32    |                | Blau           | ZYX-α, Cat's♥Eye 7                               |             |
| Miyabi Natsuyaki (夏焼雅)     | 25. August 1992   | 32    |                | Violett        | Aa!, Sexy Otona Jan, Buono!, DIY♥, Mellowquad    | Sub-Captain |
| Yurina Kumai (熊井友理奈)     | 3. August 1993    | 31    |                | Grün           | Guardians 4, Tanpopo#, Cat's♥Eye 7               |             |
| Risako Sugaya (菅谷梨沙子)    | 4. April 1994     | 30    |                | Rot            | Guardians 4, Zoku Biyuuden, Cat's♥Eye 7, DiaLady |             |

### Ausgestiegene Mitglieder
Maiha Ishimura (石村舞波, 20. November 1992)

## Auszeit der Gruppe
Während der Auszeit der Gruppe verblieben einige Mitglieder im Showgeschäft:
- Saki Shimizu blieb als Angestellte in der Agentur Up-Front, unter welcher auch das Hello! Project läuft. Im März 2021 heiratete sie und kündigte an, sich zu ihrem 30. Geburtstag im November desselben Jahres aus dem Unterhaltungsgeschäft zurückzuziehen.[9]
- Chinami Tokunaga ging nach Neuseeland, um Englisch zu studieren. Ihr Vertrag mit Up-Front lief am 28. Februar 2021 aus. Sie arbeitet seitdem in einem Job außerhalb des Unterhaltungsgeschäfts.[10]
- Momoko Tsugunaga blieb bis 2017 Mitglied in der Gruppe Country Girls und beendete danach ihre Karriere, um als Lehrerin zu arbeiten.[11]
- Sudo Maasa arbeitet aktuell als Theaterschauspielerin.[12]
- Miyabi Natsuyaki war zwischenzeitlich Frontgirl der Gruppe PINK CRES. Die Gruppe löst sich im Juni 2021 auf. Natsuyaki will jedoch weiterhin als Sängerin arbeiten.[13]
- Yurina Kumai ist als Model aktiv.
- Risako Sugaya hat sich weitgehend aus dem Unterhaltungsgeschäft zurückgezogen und ist Mutter von zwei Kindern. Sie ist jedoch weiterhin auf Instagram aktiv.

## Diskografie

### Alben
| Jahr | Titel                                                                                    | Höchstplatzierung, Gesamtwochen, AuszeichnungChartsChartplatzierungen (Jahr, Titel, Platzierungen, Wochen, Auszeichnungen, Anmerkungen) | Anmerkungen                                                              |
| Jahr | Titel                                                                                    | JP | Anmerkungen                                                              |
| ---- | ---------------------------------------------------------------------------------------- | --- | ------------------------------------------------------------------------ |
| 2004 | 1st Chō Berryz (1st 超ベリーズ)                                                          | JP18 (3 Wo.)JP | Erstveröffentlichung: 7. Juli 2004 Verkäufe JP: + 14.816                 |
| 2005 | Dai 2 Seichōki (第②成長記)                                                               | JP19 (3 Wo.)JP | Erstveröffentlichung: 16. November 2005 Verkäufe JP: + 14.631            |
| 2005 | Special! Best Mini: 2.5 Maime no Kare (スッペシャル!ベストミニ ～2.5枚目の彼～)          | JP45 (2 Wo.)JP | Erstveröffentlichung: 7. Dezember 2005 EP; Verkäufe JP: + 7.072          |
| 2006 | 3 Natsu Natsu Mini Berryz (③夏夏ミニベリーズ)                                            | JP20 (3 Wo.)JP | Erstveröffentlichung: 5. Juli 2006 EP; Verkäufe JP: + 10.988             |
| 2007 | 4th Ai ni Nanchara Shisū (愛のなんちゃら指数)                                            | JP14 (3 Wo.)JP | Erstveröffentlichung: 1. August 2007 Verkäufe JP: + 14.297               |
| 2008 | 5 (Five)                                                                                 | JP11 (3 Wo.)JP | Erstveröffentlichung: 10. September 2008 Verkäufe JP: + 14.415           |
| 2009 | Berryz Kōbō Special Best Vol. 1 (Berryz工房 スッペシャル ベスト Vol. 1)                  | JP11 (4 Wo.)JP | Erstveröffentlichung: 14. Januar 2009 Kompilation; Verkäufe JP: + 13.163 |
| 2010 | 6th Otakebi Album (雄叫びアルバム)                                                       | JP12 (3 Wo.)JP | Erstveröffentlichung: 31. März 2010 Verkäufe JP: + 10.795                |
| 2011 | 7 Berryz Times (7 Berryzタイムス)                                                        | JP10 (3 Wo.)JP | Erstveröffentlichung: 30. März 2011 Verkäufe JP: + 7.782                 |
| 2012 | Ai no Album 8 (愛のアルバム⑧)                                                            | JP25 (2 Wo.)JP | Erstveröffentlichung: 22. Februar 2012 Verkäufe JP: + 6.466              |
| 2013 | Berryz Mansion 9kai (Berryzマンション９階)                                               | JP24 (3 Wo.)JP | Erstveröffentlichung: 30. Januar 2013 Verkäufe JP: + 7.562               |
| 2014 | Berryz Kōbō Special Best Vol. 2 (Berryz工房 スッペシャル ベスト Vol. 2)                  | JP26 (3 Wo.)JP | Erstveröffentlichung: 26. Februar 2014 Kompilation; Verkäufe JP: + 6.649 |
| 2015 | Kanjuku Berryz Koubou The Final Completion Box (完熟Berryz工房 The Final Completion Box) | JP5 (6 Wo.)JP | Erstveröffentlichung: 21. Januar 2015 Kompilation; Verkäufe JP: + 21.515 |

### Singles
| Jahr | Titel Album | Höchstplatzierung, Gesamtwochen, AuszeichnungChartsChartplatzierungen (Jahr, Titel, Album, Platzierungen, Wochen, Auszeichnungen, Anmerkungen) | Anmerkungen                                                   |
| Jahr | Titel Album | JP | Anmerkungen                                                   |
| ---- | --- | --- | ------------------------------------------------------------- |
| 2004 | Anata Nashi de wa Ikite Yukenai (あなたなしでは生きてゆけない) 1st Chou Berryz | JP18 (5 Wo.)JP | Erstveröffentlichung: 3. März 2004 Verkäufe JP: + 15.315      |
| 2004 | Fighting Pose wa Date Janai! (ファイティングポーズはダテじゃない!) 1st Chou Berryz                                                                                                 | JP25 (3 Wo.)JP | Erstveröffentlichung: 28. April 2004 Verkäufe JP: + 9.634     |
| 2004 | Piriri to Yukō! (ピリリと行こう!) 1st Chou Berryz | JP37 (4 Wo.)JP | Erstveröffentlichung: 26. Mai 2004 Verkäufe JP: + 10.476      |
| 2004 | Happiness ~Kōfuku Kangei!~ (ハピネス～幸福歓迎!~) Dai ② Seichouki | JP20 (4 Wo.)JP | Erstveröffentlichung: 25. August 2004 Verkäufe JP: + 13.691   |
| 2004 | Koi no Jubaku (恋の呪縛) Dai ② Seichouki | JP13 (3 Wo.)JP | Erstveröffentlichung: 10. November 2004 Verkäufe JP: + 16.436 |
| 2005 | Special Generation (スッペシャル ジェネレ～ション) Dai ② Seichouki | JP7 (4 Wo.)JP | Erstveröffentlichung: 30. März 2005 Verkäufe JP: + 24.449     |
| 2005 | Nanchū Koi wo Yatterū You Know? (なんちゅう恋をやってるぅYou Know?) Dai ② Seichouki                                                                                                | JP13 (2 Wo.)JP | Erstveröffentlichung: 8. Juni 2005 Verkäufe JP: + 19.804      |
| 2005 | 21ji made no Cinderella (21時までのシンデレラ) Dai ② Seichouki | JP13 (3 Wo.)JP | Erstveröffentlichung: 3. August 2005 Verkäufe JP: + 20.464    |
| 2005 | Gag 100kaibun Aishite Kudasai (ギャグ100回分愛してください) Special! Best Mini ~2.5maime no Kare~                                                                                  | JP19 (6 Wo.)JP | Erstveröffentlichung: 23. November 2005 Verkäufe JP: + 16.779 |
| 2006 | Jiriri Kiteru (ジリリ キテル) ③ Natsu Natsu Mini Berryz | JP6 (3 Wo.)JP | Erstveröffentlichung: 29. März 2006 Verkäufe JP: + 19.273     |
| 2006 | Warachaō yo Boyfriend (笑っちゃおうよBoyfriend) 4th Ai no Nanchara Shisuu | JP15 (3 Wo.)JP | Erstveröffentlichung: 2. August 2006 Verkäufe JP: + 20.325    |
| 2006 | Munasawagu Scarlet (胸さわぎスカーレット) 4th Ai no Nanchara Shisuu | JP12 (5 Wo.)JP | Erstveröffentlichung: 6. Dezember 2006 Verkäufe JP: + 23.090  |
| 2007 | Very Beauty 4th Ai no Nanchara Shisuu | JP11 (4 Wo.)JP | Erstveröffentlichung: 7. März 2007 Verkäufe JP: + 20.227      |
| 2007 | Kokuhaku no Funsui Hiroba (告白の噴水広場) 4th Ai no Nanchara Shisuu | JP4 (3 Wo.)JP | Erstveröffentlichung: 27. Juni 2007 Verkäufe JP: + 24.489     |
| 2007 | Tsukiatteru no ni Kataomoi (付き合ってるのに片思い) 5(FIVE) | JP6 (4 Wo.)JP | Erstveröffentlichung: 28. November 2007 Verkäufe JP: + 31.787 |
| 2008 | Dschinghis Khanジンギスカン 5(FIVE) | JP5 (8 Wo.)JP | Erstveröffentlichung: 12. März 2008 Verkäufe JP: + 37.096     |
| 2008 | Yuke Yuke Monkey Dance (行け 行け モンキーダンス) 5(FIVE) | JP4 (4 Wo.)JP | Erstveröffentlichung: 9. Juli 2008 Verkäufe JP: + 33.017      |
| 2008 | Madayade Berryz Koubou Special Best Vol.1 | JP6 (3 Wo.)JP | Erstveröffentlichung: 5. November 2008 Verkäufe JP: + 25.469  |
| 2009 | Dakishimete Dakishimete 抱きしめて 抱きしめて 6th Otakebi Album | JP8 (4 Wo.)JP | Erstveröffentlichung: 11. März 2009 Verkäufe JP: + 27.797     |
| 2009 | Seishun Bus Guide / Rival (青春バスガイド/ライバル) 6th Otakebi Album | JP4 (5 Wo.)JP | Erstveröffentlichung: 3. Juni 2009 Verkäufe JP: + 34.589      |
| 2009 | Watashi no Mirai no Danna-sama / Ryūsei Boy 私の未来のだんな様/流星ボーイ 6th Otakebi Album                                                                                        | JP5 (9 Wo.)JP | Erstveröffentlichung: 11. November 2009 Verkäufe JP: + 36.756 |
| 2010 | Otakebi Boy Wao! / Tomodachi wa Tomodachi Nanda! 雄叫びボーイ WAO!/友達は友達なんだ! 6th Otakebi Album                                                                             | JP3 (7 Wo.)JP | Erstveröffentlichung: 3. März 2010 Verkäufe JP: + 35.002      |
| 2010 | Maji Bomber!! (本気ボンバー!!) ⑦ Berryz Times | JP6 (6 Wo.)JP | Erstveröffentlichung: 14. Juli 2010 Verkäufe JP: + 22.641     |
| 2010 | Shining Power!! シャイニング パワー!! ⑦ Berryz Times | JP7 (4 Wo.)JP | Erstveröffentlichung: 10. November 2010 Verkäufe JP: + 27.402 |
| 2011 | Heroine ni Narō ka! ヒロインになろうか! ⑦ Berryz Times | JP7 (3 Wo.)JP | Erstveröffentlichung: 2. März 2011 Verkäufe JP: + 24.065      |
| 2011 | Ai no Dangan! (愛の弾丸!) Ai no Album ⑧ | JP11 (3 Wo.)JP | Erstveröffentlichung: 8. Juni 2011 Verkäufe JP: + 20.100      |
| 2011 | Aa, Yo ga Akeru (ああ、夜が明ける) Ai no Album ⑧ | JP7 (2 Wo.)JP | Erstveröffentlichung: 10. August 2011 Verkäufe JP: + 17.643   |
| 2012 | Be Genki <Naseba Naru!> Be元気＜成せば成るっ!> Berryz Mansion 9kai | JP9 (3 Wo.)JP | Erstveröffentlichung: 21. März 2012 Verkäufe JP: + 17.144     |
| 2012 | Cha Cha Sing Berryz Mansion 9kai | JP6 (4 Wo.)JP | Erstveröffentlichung: 25. Juli 2012 Verkäufe JP: + 33.011     |
| 2012 | Want! Berryz Mansion 9kai | JP3 (3 Wo.)JP | Erstveröffentlichung: 19. Dezember 2012 Verkäufe JP: + 28.157 |
| 2013 | Asian Celebration アジアン セレブレイション Berryz Koubou Special Best Vol.2 | JP8 (4 Wo.)JP | Erstveröffentlichung: 13. März 2013 Verkäufe JP: + 31.071     |
| 2013 | Golden Chinatown / Sayonara Usotsuki no Watashi ゴールデン チャイナタウン ／ サヨナラ ウソつきの私 Berryz Koubou Special Best Vol.2                                                | JP6 (4 Wo.)JP | Erstveröffentlichung: 19. Juni 2013 Verkäufe JP: + 35.052     |
| 2013 | Motto Zutto Issho ni Itakatta / Rock Erotic もっとずっと一緒に居たかった/Rockエロティック Berryz Koubou Special Best Vol.2                                                         | JP4 (7 Wo.)JP | Erstveröffentlichung: 2. Oktober 2013 Verkäufe JP: + 42.094   |
| 2014 | Otona na no yo! / 1-Oku 3-Senman Sou Diet Oukoku 大人なのよ!/1億3千万総ダイエット王国 Kanjuku Berryz Koubou The Final Completion Box                                               | JP4 (3 Wo.)JP | Erstveröffentlichung: 19. Februar 2014 Verkäufe JP: + 32.318  |
| 2014 | Ai wa Itsumo Kimi no naka ni / Futsuu, Idol 10nen Yatteran nai desho!? 愛はいつも君の中に／普通、アイドル10年やってらんないでしょ!? Kanjuku Berryz Koubou The Final Completion Box | JP4 (5 Wo.)JP | Erstveröffentlichung: 4. Juni 2014 Verkäufe JP: + 47.095      |
| 2014 | Romance wo Katatte / Towa no uta ロマンスを語って／永久の歌 Kanjuku Berryz Koubou The Final Completion Box                                                                         | JP2 (3 Wo.)JP | Erstveröffentlichung: 12. November 2014 Verkäufe JP: + 80.791 |